# Zanomys californica
Espèce
Synonymes
- Dictyolathys californica Banks, 1904

Zanomys californica est une espèce d'araignées aranéomorphes de la famille des Macrobunidae.

## Distribution
Cette espèce est endémique de Californie aux États-Unis,.

## Description
La femelle holotype mesure 1,5 mm.
Les mâles mesurent de 1,5 à 1,75 mm et les femelles de 1,6 à 2,3 mm.

## Systématique et taxinomie
Cette espèce a été décrite sous le protonyme Dictyolathys californica par Banks en 1904. Elle est placée dans le genre Zanomys par Chamberlin en 1948..

## Étymologie
Son nom d'espèce lui a été donné en référence au lieu de sa découverte, la Californie.

## Publication originale
- Banks, 1904 : « Some Arachnida from California. » Proceedings of the California Academy of Sciences, sér. 3, vol. 3, no 13, p. 331-376 (texte intégral).